# عمليات الإنزال على شبه جزيرة الفاو
عمليات الإنزال على شبه جزيرة الفاو، المعروفة أيضًا باسم عملية الفجر 8، كانت عملية برمائية إيرانية على شبه جزيرة الفاو. ووقعت في الفترة بين 9 و25 فبراير؛ حيث حقق الهجوم على شط العرب مفاجأة تكتيكية وعملياتية كبرى، وهو ما سمح للقوات الإيرانية بتحقيق انتصار سريع في البداية على قوات الجيش الشعبي العراقي في المنطقة. وكانت تعتبر هذه العملية نقطة تحول في الحرب، فعلى عكس تكتيك هجمات الموجات البشرية المستخدمة في مكان آخر في المقدمة، كانت معقدة وبرمائية مخططًا لها بعناية، كما حظيت بدعم من تغيير قائم على الأرض قوامه 100 ألف جندي من الكتيبة السابعة في شمال منطقة البصرة واستخدمت الخداع العسكري.

## الخلفية التاريخية
كانت القيادة الإيرانية محظوظة في استغلال الأمطار الغزيرة التي هطلت خلال أول 24 ساعة؛ وهو ما أعاق العراق عن الاستفادة من تفوق قوتها الجوية والمدفعية. ولم تنجح الإنزالات البرمائية فقط في توفير إيواء مهم خلف الجبهة التكتيكية العراقية، ولكنها تسببت أيضًا في موجة من الصدمات النفسية على مستوى منطقة الخليج. وفورًا بعد الإنزالات الأولية، استطاع مهندسو القتال الإيرانيون إقامة الجسور لتحسين تدفق القوات الأرضية إلى منطقة الإيواء.
لم تحقق محاولات العراق لإجلاء القوات الإيرانية تأثيرًا كبيرًا نتيجة غياب التعاون، ولكنها كبدت العراق خسارة 20-25 طائرة. وبالنسبة لعمليات إيران المتعاقبة على أم القصر، والتي كانت تهدف إلى عزل العراق عن الخليج العربي، فإن احتواءها تسبب في خسائر كبيرة لـالحرس الجمهوري العراقي، بالرغم من الهجوم المضاد الثلاثي الشعب في 12 فبراير بقيادة الجنرال ماهر عبد الرشيد يدعمه اثنان من أفضل القادة العراقيين، هما هشام صباح الفخري وسعدي طعمة عباس الجبوري. ومع ذلك، تسبب غياب تكتيك الأسلحة المشتركة الفعال من جانب القوات العراقية والتحرك المحدود للدبابات على الأرض الملساء في النهاية في توقف الهجوم المضاد بالرغم من الدعم الجوي القريب الكثيف.

## الخداع العسكري
نجحت القوات الإيرانية في الوصول إلى قناة خور عبد الله المقابلة لـالكويت، وأذاعت تقارير في الإعلام المحلي أن القوات الإيرانية حاصرت القاعدة البحرية العراقية في أم القصر. واستولت إيران أيضًا على مركز التحكم والتحذير الجوي الرئيسي العراقي الواقع شمال شبه جزيرة الفاو والذي كان يغطي العمليات في منطقة الخليج. وخلق ذلك حالة أقرب إلى الفزع في دولتي الكويت والسعودية المجاورتين.

## الخسائر
كلف استخدام الأسلحة الكيميائية والقتال العنيف العراق ما يقدر بحوالي 10 آلاف مصاب، بينما خسرت إيران حوالي 30 ألفًا خلال مدة الأسبوعين. وقد تمت السيطرة على محاولة استغلال الهروب من المنطقة المحتلة لقطع اتصال العراق بمنطقة الخليج تمامًا.
وفي حركة نابعة من الفزع، ضغطت العديد من دول الخليج على سوريا لإقناع إيران بالتوقف عن القيام بالمزيد من محاولات إيقاف مرافق تصدير النفط العراقي التي سيكون لها تأثير ضار على أسعار النفط العالمية.